# Clavularia desjardiniana
Clavularia desjardiniana is een zachte koraalsoort uit de familie Clavulariidae. De koraalsoort komt uit het geslacht Clavularia. Clavularia desjardiniana werd in 1835 voor het eerst wetenschappelijk beschreven door Templeton. 